# Lasiotocus glebulentus
Lasiotocus glebulentus är en plattmaskart. Lasiotocus glebulentus ingår i släktet Lasiotocus och familjen Monorchiidae. Inga underarter finns listade i Catalogue of Life.